# Canton de Grandrieu
Le canton de Grandrieu est une circonscription électorale française située dans le département de la Lozère et la région Occitanie.

## Histoire
À la suite du redécoupage cantonal de 2014, les limites territoriales du canton sont remaniées. Le nombre de communes du canton passe de 7 à 21.
Le 1er janvier 2017, Belvezet fusionne avec les communes du canton de Saint-Étienne-du-Valdonnez, Bagnols-les-Bains, Le Bleymard, Chasseradès, Mas-d'Orcières et Saint-Julien-du-Tournel pour former la commune nouvelle de Mont Lozère et Goulet. Le 1er janvier 2019, Chambon-le-Château et Saint-Symphorien fusionnent pour former Bel-Air-Val-d'Ance. Le nombre des communes est alors de dix-neuf plus une fraction de la commune de Mont Lozère et Goulet.
Le 5 mars 2020, par un décret en date du 5 mars 2020, la commune de Mont Lozère et Goulet est entièrement rattachée au canton de Saint-Étienne-du-Valdonnez. Le nombre de communes est alors de 19.

## Représentation
Sources : Annuaires du département de la Lozère. https://gallica.bnf.fr/ark:/12148/cb326955871/date

### Conseillers généraux de 1833 à 2015
| Période | Période             | Identité                                                                                     | Étiquette                | Qualité |
| ------- | ------------------- | -------------------------------------------------------------------------------------------- | ------------------------ | --- |
| 1833    | 1833 (décès)        | Étienne de Laporte-Belviala                                                                  |                          | Conseiller à la Cour royale de Nîmes Député (1815) Administrateur du Pays de Gévaudan - Ancien Maire de Grandrieu |
| 1834    | 1852                | Félix Dominique Auguste Barthélemy Laporte de Belviala (fils de Auguste Laporte de Belviala) |                          | Conseiller à la Cour d'appel de Nîmes                                                                             |
| 1853    | 1861                | Adrien Chirac                                                                                |                          | Expert-géomètre, maire de Chambon                                                                                 |
| 1861    | 1867                | Ferdinand Bertrand                                                                           |                          | Juge au Tribunal de Mende                                                                                         |
| 1867    | 1870                | Adrien Chirac                                                                                |                          | Expert-géomètre, maire de Chambon                                                                                 |
| 1870    | 1880 (démission)    | Jean-François Etienne Baffie (père)                                                          | Républicain              | Propriétaire Maire de La Panouse (1852-1854, 1866-1874 et 1877-1881)                                              |
| 1880    | 1894 (démission)    | Joseph Baffie (fils du précédent)                                                            | Républicain              | Licencié en droit Propriétaire à La Panouse                                                                       |
| 1894    | 1901                | Maurice Bourrillon                                                                           | Républicain Progressiste | Directeur de l'Asile national de Vincennes puis Docteur-médecin à Mende Député (1893-1898)                        |
| 1901    | 1907 (invalidation) | Auguste Boyer                                                                                | Républicain              | Sous-inspecteur de l'Assistance Publique à Clermont-Ferrand Propriétaire à Mende, conseiller d'arrondissement     |
| 1908    | 1925                | Auguste Roux                                                                                 | Conservateur puis URD    | Notaire à Grandrieu                                                                                               |
| 1925    | 1931                | Justin Barrandon                                                                             | Rad.                     | Docteur en médecine                                                                                               |
| 1931    | 1940                | Auguste Roux                                                                                 | URD puis PSF             | Notaire à Grandrieu                                                                                               |
|         |                     |                                                                                              |                          | |
| 1942    | 1945                | Joseph Rambaud                                                                               |                          | Maire de Saint-Paul-le-Froid Nommé conseiller départemental en 1942                                               |
|         |                     |                                                                                              |                          | |
| 1945    | 1964                | Joseph Cuminal                                                                               | MRP                      | Instituteur à Grandrieu                                                                                           |
| 1964    | 1982                | Auguste Roudil                                                                               | DVD                      | Commerçant, maire de Grandrieu                                                                                    |
| 1982    | 1994                | André Chazal                                                                                 | DVD                      | Cultivateur |
| 1994    | 2015                | Jean-Claude Chazal                                                                           | PS                       | Enseignant - Député (1997-2002) Conseiller municipal de Langogne                                                  |

### Conseillers d'arrondissement (de 1833 à 1940)
| Période                                  | Période      | Identité                                                      | Étiquette   | Qualité |
| ---------------------------------------- | ------------ | ------------------------------------------------------------- | ----------- | --- |
| 1833                                     | 1836         | Michel-Florent Chirac (1779-1856)                             |             | Ancien officier d'infanterie, propriétaire à Saint-Symphorien                                               |
| 1836                                     | 1842         | Ferdinand Bertrand                                            |             | Juge au Tribunal civil de Mende                                                                             |
| 1842                                     | 1848         | Adolphe Reuillon de Fauvardin (1805-1863)                     |             | Militaire, propriétaire à Chambon-le-Château                                                                |
| 1848                                     | 1853 (décès) | Jean Joseph Claude Antoine Hippolyte Roux (1798-1853)         |             | Juge de paix à Grandrieu                                                                                    |
| 1853                                     | 1869 (décès) | Jean-Pierre-Maurice Pontier (1812-1869)                       |             | Médecin, maire de Grandrieu                                                                                 |
| 1870                                     | 1880         | M. Bertrand                                                   |             | Avocat, propriétaire à La Brugerette, Saint-Paul-le-Froid, juge de paix à Grandrieu                         |
| 1880                                     | 1886         | M. Veissier                                                   |             | Greffier de la justice de paix, Grandrieu                                                                   |
| 1886                                     | 1898         | Gilles Mallet                                                 |             | Maire de Grandrieu                                                                                          |
| 1898                                     | 1901         | Auguste Boyer                                                 | Républicain | Sous-inspecteur de l'Assistance Publique à Clermont-Ferrand Propriétaire à Mende                            |
| 1901                                     | 1910         | M. Bayle                                                      |             | Propriétaire à Sainte-Colombe-de-Peyre                                                                      |
| 1910                                     | 1919         | Joseph Paulin                                                 |             | Propriétaire à Grandrieu                                                                                    |
| 1919                                     | 1938 (décès) | René de Lahondès de Laborie (1878-1937)                       | URD         | Propriétaire à Chambon-le-Château                                                                           |
| Sep.1938                                 | 1940         | Edmond de Lahondès de Laborie (1896-1967, neveu du précédent) | URD         | Propriétaire du Château du Fort, agriculteur, ancien maire de Chambon-le-Château (1933-1936)                |
| 1940                                     |              |                                                               |             | Les conseils d'arrondissement ont été suspendus par la loi du 12 octobre 1940 et n'ont jamais été réactivés |
| Les données manquantes sont à compléter. |              |                                                               |             | |

### Conseillers départementaux à partir de 2015
| Période élective | Période élective | Mandat | Mandat   | Identité              | Nuance | Nuance | Qualité |
| ---------------- | ---------------- | ------ | -------- | --------------------- | ------ | ------ | --- |
| 2015             | 2021             | 2015   | 2021     | Bruno Durand          |        | DVD    | chef d'entreprise, maire de Châteauneuf-de-Randon, ancien président de la communauté de communes du canton de Châteauneuf-de-Randon |
| 2015             | 2021             | 2015   | 2021     | Valérie Vignal        |        | DVD    | commerciale et ancienne conseillère municipale de Badaroux                                                                          |
| 2021             | 2028             | 2021   | en cours | Francis Gibert        |        | DVD    | Exploitant agricole, maire d'Arzenc-de-Randon                                                                                       |
| 2021             | 2028             | 2021   | en cours | Valérie Vignal-Chemin |        | DVD    | Commerciale, maire de Badaroux |

### Résultats détaillés

#### Élections de mars 2015
À l'issue du 1er tour des élections départementales de 2015, deux binômes sont en ballottage : Bruno Durand et Valérie Vignal (DVD, 40,87 %) et Jean-Claude Chazal et Monique Guigon-Boullot (Union de la Gauche, 37,28 %). Le taux de participation est de 68,15 % (2 844 votants sur 4 173 inscrits) contre 66,11 % au niveau départemental et 50,17 % au niveau national.
Au second tour, Bruno Durand et Valérie Vignal (DVD) sont élus avec 50,76 % des suffrages exprimés et un taux de participation de 72,46 % (1 441 voix pour 3 018 votants et 4 165 inscrits).

#### Élections de juin 2021
Le premier tour des élections départementales de 2021 est marqué par un très faible taux de participation (33,26 % au niveau national). Dans le canton de Grandrieu, ce taux de participation est de 53,91 % (2 169 votants sur 4 023 inscrits) contre 48,91 % au niveau départemental. À l'issue de ce premier tour, deux binômes sont en ballottage : Francis Gibert et Valérie Vignal-Chemin (DVG, 51,09 %) et Christiane André et Christophe Ranc (DVG, 48,91 %).
Le second tour des élections est marqué une nouvelle fois par une abstention massive équivalente au premier tour. Les taux de participation sont de 34,36 % au niveau national, 50,49 % dans le département et 61,46 % dans le canton de Grandrieu. Francis Gibert et Valérie Vignal-Chemin (DVG) sont élus avec 50,19 % des suffrages exprimés (1 177 voix pour 2 473 votants et 4 024 inscrits),,.

## Composition

### Composition avant 2015
Le canton de Grandrieu regroupait 7 communes.
| Nom                        | Code Insee | Codepostal | Superficie (km2) | Population (dernière pop. légale) | Densité (hab./km2) |
| -------------------------- | ---------- | ---------- | ---------------- | --------------------------------- | ------------------ |
| Grandrieu (chef-lieu)      | 48070      | 48600      | 65,37            | 759 (2012)                        | 12                 |
| Chambon-le-Château         | 48038      | 48600      | 8,12             | 290 (2012)                        | 36                 |
| Laval-Atger                | 48084      | 48600      | 10,67            | 167 (2012)                        | 16                 |
| La Panouse                 | 48108      | 48600      | 37,83            | 80 (2012)                         | 2,1                |
| Saint-Bonnet-de-Montauroux | 48139      | 48600      | 21,33            | 111 (2012)                        | 5,2                |
| Saint-Paul-le-Froid        | 48174      | 48600      | 44,17            | 145 (2012)                        | 3,3                |
| Saint-Symphorien           | 48184      | 48600      | 33,28            | 245 (2012)                        | 7,4                |

### Composition depuis 2015
Lors du redécoupage de 2014, le canton de Grandrieu comprenait vingt-et-une communes entières.
À la suite de la création au 1er janvier 2017 de la commune nouvelle de Mont Lozère et Goulet, au 1er janvier 2019 de Bel-Air-Val-d'Ance et du décret du 5 mars 2020 rattachant entièrement la commune de Mont Lozère et Goulet au canton de Saint-Étienne-du-Valdonnez, le nombre de communes entières du canton est désormais de 19.
| Nom                               | Code Insee | Intercommunalité      | Superficie (km2) | Population (dernière pop. légale) | Densité (hab./km2) | Modifier                                    |
| --------------------------------- | ---------- | --------------------- | ---------------- | --------------------------------- | ------------------ | ------------------------------------------- |
| Grandrieu (bureau centralisateur) | 48070      | CC Randon - Margeride | 65,37            | 742 (2022)                        | 11                 | modifier les données · modifier les données |
| Allenc                            | 48003      | CC Mont-Lozère        | 38,58            | 264 (2022)                        | 6,8                | modifier les données · modifier les données |
| Arzenc-de-Randon                  | 48008      | CC Randon - Margeride | 69,20            | 189 (2022)                        | 2,7                | modifier les données · modifier les données |
| Badaroux                          | 48013      | CC Cœur de Lozère     | 20,72            | 960 (2022)                        | 46                 | modifier les données · modifier les données |
| Bel-Air-Val-d'Ance                | 48038      | CC du Haut Allier     | 41,40            | 540 (2022)                        | 13                 | modifier les données · modifier les données |
| Le Born                           | 48029      | CC Cœur de Lozère     | 30,21            | 156 (2022)                        | 5,2                | modifier les données · modifier les données |
| Chadenet                          | 48037      | CC Mont-Lozère        | 12,96            | 122 (2022)                        | 9,4                | modifier les données · modifier les données |
| Châteauneuf-de-Randon             | 48043      | CC Randon - Margeride | 24,49            | 518 (2022)                        | 21                 | modifier les données · modifier les données |
| Chaudeyrac                        | 48045      | CC Randon - Margeride | 44,10            | 288 (2022)                        | 6,5                | modifier les données · modifier les données |
| Laubert                           | 48082      | CC Mont-Lozère        | 14,28            | 102 (2022)                        | 7,1                | modifier les données · modifier les données |
| Montbel                           | 48100      | CC Mont-Lozère        | 22,87            | 147 (2022)                        | 6,4                | modifier les données · modifier les données |
| La Panouse                        | 48108      | CC Randon - Margeride | 37,83            | 86 (2022)                         | 2,3                | modifier les données · modifier les données |
| Pelouse                           | 48111      | CC Cœur de Lozère     | 32,98            | 229 (2022)                        | 6,9                | modifier les données · modifier les données |
| Pierrefiche                       | 48112      | CC Randon - Margeride | 16,82            | 160 (2022)                        | 9,5                | modifier les données · modifier les données |
| Saint-Frézal-d'Albuges            | 48151      | CC Mont-Lozère        | 17,20            | 61 (2022)                         | 3,5                | modifier les données · modifier les données |
| Saint-Jean-la-Fouillouse          | 48160      | CC Randon - Margeride | 29,27            | 126 (2022)                        | 4,3                | modifier les données · modifier les données |
| Saint-Paul-le-Froid               | 48174      | CC Randon - Margeride | 44,17            | 134 (2022)                        | 3,0                | modifier les données · modifier les données |
| Saint-Sauveur-de-Ginestoux        | 48182      | CC Randon - Margeride | 22,14            | 60 (2022)                         | 2,7                | modifier les données · modifier les données |
| Sainte-Hélène                     | 48157      | CC Mont-Lozère        | 6,73             | 97 (2022)                         | 14                 | modifier les données · modifier les données |
| Canton de Grandrieu               | 4806       |                       | 591,32           | 4 981 (2022)                      | 8,4                | modifier les données                        |

## Démographie

### Démographie avant 2015
| 1962  | 1968  | 1975  | 1982  | 1990  | 1999  | 2006  | 2011  | 2012  |
| ----- | ----- | ----- | ----- | ----- | ----- | ----- | ----- | ----- |
| 3 315 | 3 076 | 2 708 | 2 470 | 2 161 | 1 899 | 1 905 | 1 811 | 1 797 |

### Démographie depuis 2015
En 2022, le canton comptait 4 981 habitants, en évolution de −1,97 % par rapport à 2016 (Lozère : +0,11 %, France hors Mayotte : +2,11 %).
| 2013  | 2018  | 2022  |
| ----- | ----- | ----- |
| 5 068 | 5 096 | 4 981 |